# Tel·lurur de germani
El tel·lurur de germani (amb fórmula química GeTe) és un compost químic de germani i tel·luri i és un component dels vidres de calcogenur. Mostra conducció semimetàl·lica i comportament ferroelèctric.
El tel·lurur de germani existeix en tres formes cristal·lines principals, estructures α (romboèdriques) i γ (ortoròmbiques) a temperatura ambient i fase β (cúbica, de sal roca) d'alta temperatura; La fase α és la fase més gran per a GeTe pur per sota de la temperatura de Curie ferroelèctrica d'aproximadament 670 K.
El tel·lurur de germani dopat és un superconductor de baixa temperatura.
GeTe s'ha utilitzat molt en l'emmagatzematge de dades òptiques no volàtils, com ara CD, DVD i blue-ray i pot substituir les memòries d'accés aleatori dinàmiques i flash. El 1987, Yamada et al. va explorar les propietats de canvi de fase de GeTe i Sb₂Te₃ per a l'emmagatzematge òptic. El curt temps de cristal·lització, la ciclabilitat i l'alt contrast òptic van fer d'aquests materials millors opcions que el Te81Ge15Sb₂S₂ que té un temps de transició lent.
L'alt contrast de resistivitat entre els estats amorf i cristal·lí i la capacitat d'invertir la transició repetidament fan de GeTe un bon candidat per a la commutació de RF. La RF requereix que es diposi una capa fina de pel·lícula GeTe a la superfície del substrat. L'estructura de la capa de llavors, la composició del precursor, la temperatura de deposició, la pressió, els cabals de gas, les temperatures de bombolla del precursor i els substrats tenen un paper important en les propietats de la pel·lícula.